# Іннокентій (Леоферов)
Інноке́нтій (Леофе́ров), архієпи́скоп Тве́рський і Кашинський (10 вересня 1890, Вологодська губернія — 6 вересня 1971, м. Твер) — російський намісник Почаївської Лаври, яка була передана під владу РПЦ. Архієрей Російської православної церкви та її Українського екзархату. Хіротонізований у єпископа 1953 року. Очолював Кіровоградську єпархію Українського екзархату,  згодом виїхав з України — очолив Алма-Атинську та Тверську єпархії Російської православної церкви.

## Біографія

### Юність
Іван Михайлович Леоферов народився 10 вересня (28 серпня за старим стилем) 1890 року у родині сільського протоієрея Вологодської єпархії. Закінчив Тотемське духовне училище (1905) і Вологодську духовну семінарію (1911), отримавши нагороду з рук єпископа Вологодського і Тотемського Никона.

### Початок служіння
Після закінчення семінарії став псаломщиком Богородицької церкви м. Вологди і був помічником секретаря єпархіальної канцелярії. 6 серпня 1912 висвячений на священика і служив у селі Суєтин, Вологодської єпархії. З 1 січня 1915 — священик і законоучитель у селі Степурін.
У роки Першої світової війни був військовим священиком у Карпатах. Овдовів, залишившись з двома малолітніми дітьми; у 1917 повернувся на колишнє місце служби. З 1919 року — помічник благочинного.
У 1922 клірик Православної Церкви Росії, яка не визнавала патірарха Тихона Белавіна. В сані протоієрея призначений уповноваженим обновленського Священного синоду з Тамбовської єпархії. З 5 грудня 1943 — настоятель Покровського храму в Тамбові. У цей час Покровський храм був єдиним діючим в місті, а о. Іоанн став його першим настоятелем після відкриття. У 1944 о. Іоанн зрікся обновленчества і разом з парафією був прийнятий до Російської православної церкви. З 1 лютого 1944 — настоятель Покровського храму і секретар Тамбовського архієпископа Луки (Войно-Ясенецького). Потім був зарахований, за своїм проханням, до братії Почаївської лаври.
16 квітня 1949 пострижений у чернецтво з ім'ям Іннокентій (Інокентій) на честь преподобного Інокентія Вологодського, подвизався у Почаївській лаврі. У тому ж році був призначений проповідником і завідувачем Лаврської бібліотекою. Радянська влада наклала на Лавру багато заборон і обмежень, обклала величезними податками. У 1950 раптово помер намісник Лаври архімандрит Іосиф й Іннокентій був призначений намісником Лаври. Був виконуючим обов'язки до 1951 року після чого його затвердили на цій посаді. Братія, на чолі з архімандритом Іннокентієм вела післявоєнне відновлення семи діючих храмів Лаври; продовжувала повернення уніатів до Православ'я.

### Архієрейське служіння

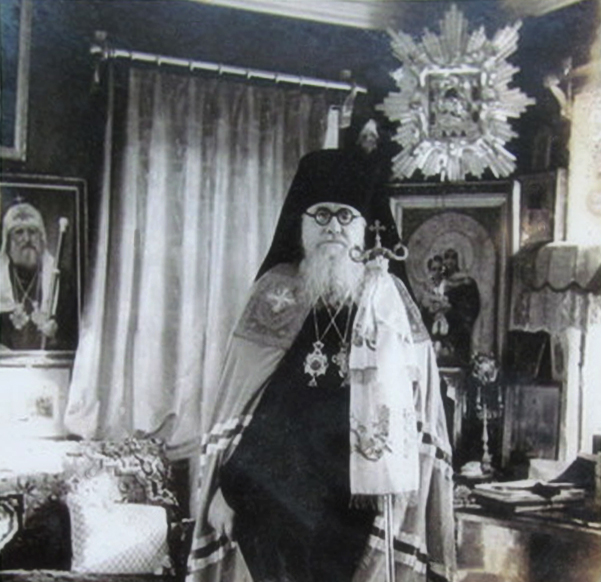
Єпископ Іннокентій (Леоферов) в архієрейській мантії.

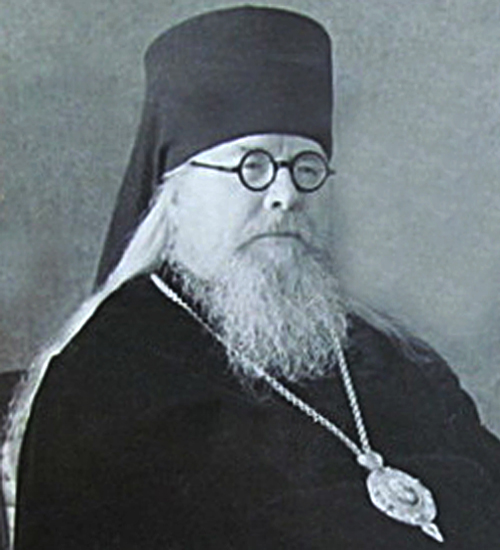
Єпископ Іннокентій (Леоферов), 1956 рік від Р.Х.

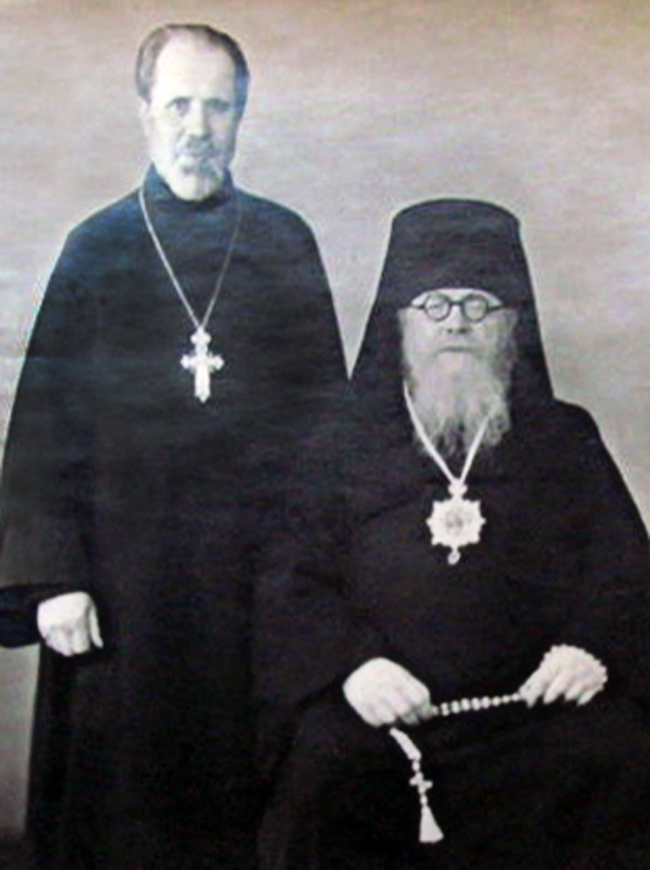
Єпископ Іннокентій (Леоферов) та протоієрей Герасим Шнярук

13 грудня 1953 в Києві, у Володимирському соборі, був возведений в єпископа Кіровоградського і Миколаївського. Чин хіротонії здійснювали: митрополит Київський і Галицький Іоанн (Соколов) і єпископи: Уфимський і Стерлітамакський Іларіон (Прохоров), Мукачівський та Ужгородський Іларіон (Кочергін), Сумський і Охтирський Євстратій (Подільський) та Уманський Нестор (Тугай). Перебуваючи на цій кафедрі, він успішно протистояв радянським властям, які намагалися закрити Різдво-Богородицький кафедральний собор.
28 серпня 1958 призначений на Алма-Атинській і Казахстанську кафедру зі зведенням у сан архієпископа. У серпні 1960 звільнений на спокій.
З 23 листопада 1960 — архієпископ Тверський (тоді Калінінський) і Кашинський. До приїзду владики радянською владою було закрито 22 храми, майже половина з тих, що залишилися, і тільки стараннями архієпископа Іннокентія 16 храмів були незабаром повернуті єпархії. "Я пригадую, як був на фронті в 1916 році там, в Карпатах. Тепер мені випали такі ж важкі дні ", — говорив владика.
Помер 6 вересня 1971. Похований на Ніколо-Малицькому кладовищі в місті Твер.

### Сайти
- (рос.) Иннокентий (Леоферов)
- (рос.) Церковный некрополь: Иннокентий (Леоферов) (1890–1971) [Архівовано 25 вересня 2009 у Wayback Machine.]